# Ліам Сміт — Кріс Юбенк-молодший II
Бій Ліам Сміт — Кріс Юбенк-молодший II (англ. Liam Smith vs Chris Eubank Jr II) — професійний боксерський поєдинок-реванш у середній вазі між британцями Ліамом Смітом і Крісом Юбенком-молодшим. Бій відбувся 2 вересня 2023 року на Манчестер Арені в Манчестері (Велика Британія). Кріс Юбенк-молодший здобув перемогу технічним нокаутом в десятому раунді.

## Передумови
Під час першого поєдинку в січні Кріс Юбенк-молодший був фаворитом. Проте Ліам Сміт здійснив апсет, здолавши свого співвітчизника перед 20-тисячною аудиторією на Манчестер Арені у четвертому раунді технічним нокаутом. Спочатку «М'язистий» відправив суперника у нокдаун. Юбенк-молодший підвівся і продовжив бій, але Сміт продовжував завдавати удари допоки рефері достроково не зупинив бій.
Ліам Сміт (33-3-1, 20 КО), уродженець Ліверпуля, став професіоналом у 2008 році, та є колишнім чемпіоном Співдружності націй та Великої Британії у напівсередній вазі. У 2015 році 35-річний боксер здолав Аполло Томпсона в бою за титул чемпіона світу за версією WBO в напівсередній вазі, проте через рік програв його нокаутом Канело Альваресу. Після поєдинку проти мексиканця «М'язистий» завоював пояс WBO Interim, але зазнав поразки в бою за титул чемпіона світу WBO проти Хайме Мунгуї у 2018 році. З того часу британець провів 8 боїв, у яких здобув 7 перемог і зазнав 1 поразки.
Кріс Юбенк-молодший (32-3, 23 КО), син колишнього чемпіона світу у двох вагових категоріях, став професіоналом у 2011 році і є колишнім володарем поясу WBA Interim в середній вазі. Після поразки від Джорджа Гровса у 2018 році за титул WBA Super, Юбенк здобув шість перемог поспіль. Далі уродженець Гоуву домовився про бій проти Конора Бенна, але останній провалив кілька допінг-тестів, тож Юбенку довелося вийти на бій проти Ліама Сміта.

## Час початку
Андеркард розпочався о 20:00 за київським часом, а головний бій — о 01:00.

## Транслятори
В Україні трансляція поєдинку пройшла на телеканалі Megogo Гонг.

## Перебіг поєдинку
У стартовому раунді Юбенк постійно провокував боротьбу в клінчах, проте у силовому двобої краще виглядав Ліам Сміт. На останній секунді другого раунду «М'язистий» впав на канвас, але рефері вважав що Кріс штовхнув свого суперника.
На початку четвертої трихвилинки Кріс Юбенк-молодший відправив Сміта аперкотом у нокдаун. Той втратив капу, тож отримав більше часу на відновлення.
На старті п'ятого раунду Юбенк притиснув суперника до канатів та наніс велику кількість ударів. Сміт був в змозі продовжувати бій далі, але перехопити ініціативу йому так і не вдавалося.
Наступні раунди проходили з перевагою Кріса. У десятому раунді Сміт заробив розсічення, трохи пізніше вдруге за поєдинок потрапив у нокдаун, а далі рефері зупинив поєдинок.